# Кетрін Коман
Кетрін Елліс Коман (23 листопада 1857 — 11 січня 1915) — американська громадська діячка та професорка. Вона працювала в коледжі Веллслі, штат Массачусетс, де навчалися лише жінки, і створила нові курси з політичної економії відповідно до своєї особистої віри в соціальні зміни. Як деканка заснувала новий факультет економіки та соціології.
Серед інших захоплюваних праць Коман написала «Історію промисловості Сполучених Штатів» і «Початки економіки Далекого Заходу: як ми завоювали землю за Міссісіпі» . Вона була першою жінкою-професоркою статистики в США, єдиною жінкою-співзасновницею Американської економічної асоціації та автором першої статті, опублікованої в The American Economic Review. Прихильниця тред-юніонізму, соціального страхування та руху поселень, Коман багато подорожувала, щоб провести свої дослідження, і брала своїх студентів на екскурсії на фабрики та багатоквартирні будинки. Вона ділила дім з поетесою Кетрін Лі Бейтс.

## Раннє життя
Коман народилася 23 листопада 1857 року в Ньюарку, штат Огайо, у родині Марти Енн Сеймур Коман (1826—1911) та Леві Парсонса Комана (1826—1889). Її мати закінчила жіночу семінарію в Огайо, а батько здобув освіту в коледжі Гамільтона, тому Коман здобула більшу частину початкової освіти вдома. Вона навчалася в Мічиганському університеті протягом двох років, покинула коледж, щоб викладати в Оттаві, штат Іллінойс, на два роки, а потім повернулася до університету. У 1880 році вона здобула ступінь бакалавра філософії (PhB), будучи однією з небагатьох жінок, які це зробили. На неї вплинула робота Джона Стюарта Мілля, що помітно в її пізнішій роботі як економіста та історика. Подорожуючи Лондоном, Коман відвідував лекції про соціалізм.:111 Пізніше у своїй кар'єрі на неї вплинули Альфред Маршалл (1890), Френсіс Амаса Вокер (1883) і соціал-дарвінізм. Під час навчання в Мічиганському університеті Коман навчалася під керівництвом професора Чарльза Кендалла Адамса з Німецької історичної школи; Джеймс Беррілл Енджелл, тодішній президент університету; і Генрі Картер Адамс, відомий статистик.

## Коледж Веллслі

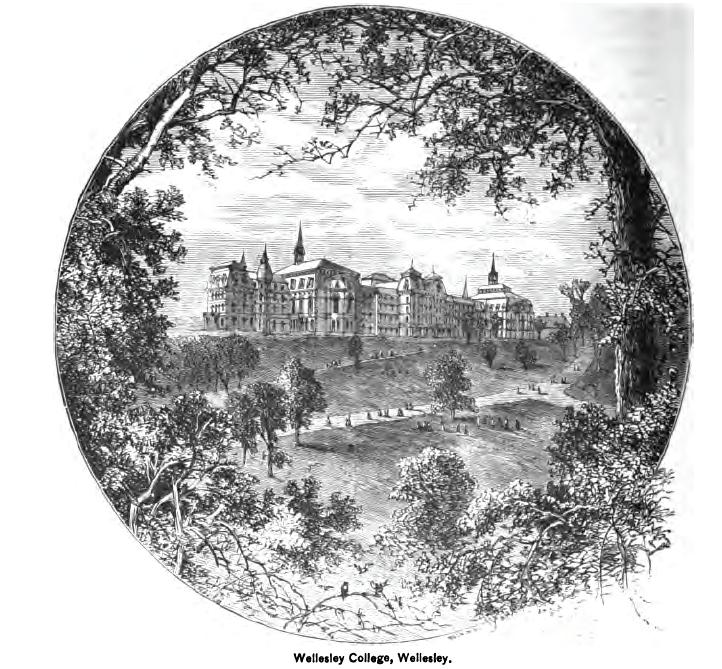
Офорт коледжу Веллслі приблизно 1881 року

Отримавши ступінь докторки філософії, вона приєдналася до викладачів коледжу Веллслі, щойно створеного приватного коледжу для жінок у Веллслі, штат Массачусетс. Енджелл рекомендував її на цю посаду, відзначаючи її талант до викладання. Спочатку вона викладала англійську риторику, а в 1881 році стала викладачкою історії. У 1883 році вона була підвищена до штатної професорки історії. Оскільки Коман вважала, що економіка може вирішувати соціальні проблеми, вона закликала адміністрацію Веллслі запропонувати курси на цю тему, і в 1883 році вона викладала в коледжі на першому курсі політичної економії. Коман була першою американкою, яка викладала статистику, а Велслі став єдиним американським жіночим коледжем, який пропонував статистичні курси до 1900 року.
Коман розробив і викладав кілька нових курсів з економіки, історії та риторики, включаючи статистичне дослідження економічних проблем, історію промисловості Сполучених Штатів і збереження наших природних ресурсів, усі вони базуються на соціологічних ідеях, пов'язаних із соціальною справедливістю. Щоб навчити студентів практичності застосування економічної теорії до економічних і соціальних проблем реального світу, Коман супроводжувала своїх студентів на екскурсії до багатоквартирних будинків Бостона, профспілкових зборів, фабрик і потогінних цехів. У 1885 році, у віці 28 років, вона стала професоркою історії та економіки. Того ж року вона відхилила пропозицію зайняти посаду декана по справах жінок Мічиганського університету, заявивши, що вважає за краще залишитися в Велслі та продовжувати викладати. Вона була виконувачем обов'язків декана з 1899 по 1900 рік, протягом якого вона заснувала новий факультет економіки та соціології, ставши його головою в 1900 році.
За словами історика Мелінди Пондер, Коман був популярним учителем.:66 Дві її учениці, Гелен Френсіс Пейдж Бейтс і Гелен Лора Самнер Вудбері, були одними з перших американських жінок, які отримали докторські ступені з економіки.:994 Вудбері визнаний відомим істориком праці та видатним економістом, тоді як Гелен Бейтс стала відомим соціальним працівником.
У 1913 році вона пішла з викладацької роботи в Веллслі, ставши почесним професором. Пишучи про прощальну вечерю, влаштовану на її честь, Нью-Йорк таймс зазначила: «Міс Коман так довго була пов'язана з історією та розвитком Веллслі, що її втрату дуже глибоко переживає весь коледж». Коман продовжувала досліджувати та писати до своєї смерті в 1915 році.
Документи Комана зберігаються в архіві коледжу Велслі. У 1921 році коледж заснував кафедру історії промисловості Кетрін Коман на честь її служби.:1001

## Видатні роботи
Коман і Елізабет Кендалл були співавторками книги 1902 року «Коротка історія Англії для шкільного використання», заснованої на дослідженнях, проведених Коман в Англії між 1886 і 1894 роками. У 1910 році Коман опублікував «Історію промисловості Сполучених Штатів», першу історію промисловості Сполучених Штатів. До 1915 року її перевидано дев'ять разів. Її стаття 1911 року «Деякі невирішені проблеми іригації» була першою статтею, опублікованою в щойно створеному журналі The American Economic Review.:36
Її робота 1912 року «Економічні початки Далекого Заходу: як ми завоювали землю за Міссісіпі» вважалася тогочасними вченими її великим твором:xi:166 і «одним із найважливіших результатів Фонду Карнегі для сприяння викладанню». Книга поклала очаток економічній історії американського Заходу. У цій роботі Коман описує історичні економічні процеси, які призвели до того, що Далекий Захід перейшов під контроль поселенців. Вона виявила, що поселенці були економічно успішнішими, ніж дослідники, торговці, мисливці та корінне населення, тому що поселенці будували постійні поселення, розмножувалися з вищою швидкістю та створювали мережі співпраці.:354
Активістка руху поселень Джейн Аддамс, її близька подруга, закликала Коман дослідити програми соціального страхування в Європі, щоб створити подібні програми в Сполучених Штатах. Коман вивчала соціальне страхування в Англії, Іспанії, Данії та Швеції, але погане здоров'я завадило їй продовжити дослідження. Її рукопис «Страхування на випадок безробіття: підсумок європейських систем» було опубліковано після її смерті в 1915 році.

## Громадська активність
Коман була захоплена соціальними та економічними проблемами, особливо освітою жінок, бідністю, імміграцією та працею. Протягом усього свого життя вона брала активну участь у рухах соціальних реформ, особливо робітничому русі та русі поселення. У 1900 році вона працювала президенткою виборчої комісії та головою постійного комітету Національної асоціації поселень коледжів. Коман організувала групу іммігранток, які працювали в бостонських потогінних цехах:166назвавши групу «Вечірній клуб для кравчинь» і спробував заснувати кравецьку майстерню, яка могла б стати альтернативою потогінним цехам. Вона допомагала в організації страйку швейних працывниць Чикаго в 1910 році, в якому взяли участь 40 000 фабричних працывниць. Коман також співпрацювала з Жіночою профспілковою лігою.:166 Працюючи зі своєю подругою-економісткою та соціологинею Емілі Грін Балч та іншими жінками, у 1892 році Коман стала співзасновницею Denison House, жіночого поселення коледжу в Бостоні, яке було першим головою.:166 Дім Денісона був центром для активісток праці Бостона, і вважається першим будинком для поселення на Східному узбережжі.

## Особисте життя

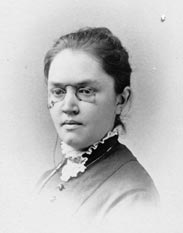
Кетрін Лі Бейтс, авторка слів до «Прекрасної Америки»

25 років Коман прожила у «бостонському шлюбі»:192 з професоркою Велслі та поетесою Кетрін Лі Бейтс:190авторкою «Прекрасної Америки». Такі партнерства були настільки поширені серед викладачок Веллслі, що їх називали «шлюбами Веллслі».:185, 191–192 Коман і Бейтс жили в будинку, який вони назвали «Скарабей», з матір'ю Бейтс Корнелією та її сестрою Джінні.:153 Повідомляється, що жінки насолоджувалися спільним життям як сім'я.:176 Коман часто подорожувала для дослідження економічної історії; вона відвідала Європу, Захід Америки, Скандинавію та Єгипет. Бейтс супроводжувала її у багатьох із цих подорожей. Деякі вчені вважають, що ці дві жінки були лесбійською парою.:196

## Рак грудей і смерть
Восени 1911 року Коман вперше виявила шишку в лівій грудях і перенесла дві операції в наступні місяці. У той час лікарі не розуміли природи раку молочної залози, його причин або методів лікування, тому прогноз для Коман був поганим. У січні 1915 року удома Коман померла у віці 58 років:62. На момент смерті Коман працювала над промисловою історією Нової Англії.:1001
Під час хвороби Коман друзі її та Бейтс — багато з них також у «уелслійському шлюбі» — брали Коман на прогулянки та в гості та запрошували її залишитися в їхніх заміських будинках. Вони готували їжу для Коман та Бейтс, приносили квіти та свіжі овочі та виконували завдання та послуги, щоб підтримувати дух Коман. Бейтс описувала хворобу Коман у своєму щоденнику, записуючи візити до лікарні, хірургічні процедури та подробиці про біль і страждання Коман. За словами історика раку Еллен Леопольд, через кілька днів після смерті Коман Бейтс написав їй меморіал, який був розроблений для приватного поширення серед близьких друзів і родини жінки.:61 Леопольд вважає, що книга «Для родини Кетрін Коман і найближчого кола друзів» є першою розповіддю про рак молочної залози в американській літературі.:61 Ближче до кінця життя Коман обидві жінки обмінялися любов'ю на прощання, декламуючи одна одній вірші та псалми.:176 Через кілька років після смерті Коман Бейтс продовжувала сумувати та згадувати про страждання Коман. У 1922 році Бейтс опублікував книгу віршів про хворобу Коман «Жовта конюшина: книга пам'яті». Назва книги виникла внаслідок того факту, що «дві Катерини», як називали жінок, надсилали одна одній гілочки жовтої конюшини на знак прихильності.

## Оцінка
У рецензії на книгу Коман «Економічні початки Далекого Заходу: як ми завоювали землю за Міссісіпі» (1912) у San Francisco Chronicle зазначено, що «авторка є однією з тих нових жінок, які показали, чого можна досягти на шляху дослідження за методами та галузями та великий ентузіазм». У рецензії на її книгу 1913 року економіст Томас Ніксон Карвер високо оцінив стиль оповіді та жваву прозу Коман. Також у 1913 році економіст Фредерік Пакссон критикував книгу, стверджуючи, що в ній були фактичні помилки та неточні цитати, а також що дані для книги вже були широко доступні в університетських наукових бібліотеках. Пакссон заслуговує на те, що Коман підготувала велику бібліографію та надав великі примітки. Двотомник сьогодні вважається класичним і двічі перевидавався; Макміллан у 1925 році та Келлі у 1969 році. «Проект іменування Мічиганського університету» зазначає, що вона була однією із перших серед історичного товариства, хто використовує місцеві газетні статті та урядові документи як першоджерела у своєму викладанні та написанні.
Джеральд Ф. Вон, сучасний економіст, який писав у 2004 році, припускає, що Коман була першою в Америці жінкою-інституційною економісткою. Вон зазначає інші важливі факти про Коман, які свідчать про те, що вона була піонером серед жінок-науковців, зокрема той факт, що на той час у дисципліні та професії економіки домінували чоловіки.:989 Вона була єдиною жінкою серед групи економістів, які заснували Американську економічну асоціацію в 1885 році, і вона була першою американкою, яка стала професоркою статистики. Вон зазначає, що її внесок в економіку та соціальну історію вийшов за рамки того, що вона була «першою жінкою», наприклад написала першу статтю, опубліковану в The American Economic Review, і написала першу промислову історію США.:989 Велика робота Коман про процеси інституційних змін на американському Заході зробила її впливовим істориком промисловості, а «Історія промисловості Сполучених Штатів» десятиліттями широко використовувалася як підручник.
У 2011 році The American Economic Review відзначив свою першу сотню років, опублікувавши список двадцяти найкращих статей в історії журналу. Стаття Коман 1911 року «Деякі невирішені проблеми зрошення», опублікована в 1911 році, була першою статтею, опублікованою в журналі та була передрукована в номері за 2011 рік. У статті проаналізовано права на воду, доступ та наявність. Також у цьому випуску The American Economic Review економіст Гері Д. Лібекап зазначив, що робота Комана залишається актуальною, особливо для вчених, які цікавляться економікою зміни клімату. Елінор Остром, американська політекономістка, вважає, що стаття Комана продовжує «розглядати проблеми колективних дій, пов'язаних із зрошенням на Заході Америки».:49

## Вибрані видання

### Книги
- Coman, Katharine; Kendall, Elizabeth Kimball (1894). The Growth of the English Nation. Meadville, Pennsylvania: Flood and Vincent.
- Coman, Katharine; Kendall, Elizabeth Kimball (1899). A History of England for High Schools and Academies. London: The Macmillan Company.
- Bates, Katharine Lee, ред. (1902). English History Told by English Poets: A Reader for School Use. New York: The Macmillan Company. ISBN 0-8369-6097-1. (reprinted 1908, 1911, 1914)
- Coman, Katharine (1905). The Industrial History of the United States. New York: The Macmillan Company. (reprinted in 1906, 1907, 1908; revised 1910; reprinted 1912, 1918, 1973)
- Coman, Katharine (1912). Economic Beginnings of the Far West: How We Won the Land Beyond the Mississippi. New York: The Macmillan Company. (reprinted 1925; 1969)

### Статті
- Coman, Katharine (1891). The Tailoring Trade and the Sweating System. Publications of the American Economic Association. 6 (1/2): 144—147. JSTOR 2560467.
- Coman, Katharine (1893). Wages and Prices in England, 1261–1701. Journal of Political Economy. 2 (1): 92—94. doi:10.1086/250188. JSTOR 1819834.
- Coman, Katharine (1903). The History of Contract Labor in the Hawaiian Islands. Publications of the American Economic Association. 4 (3): 1—61. JSTOR 2485748.
- Coman, Katharine (1904). The Negro as a Peasant Farmer. Publications of the American Statistical Association. 9 (66): 39—54. doi:10.2307/2276298. JSTOR 2276298.
- Coman, Katharine; Bogart, Ernest L.; Ely, Richard T.; Gay, Edwin F. (1907). Stages of Economic Development.-Discussion. Publications of the American Economic Association. 8 (1): 127—136. JSTOR 2999900.
- Coman, Katharine. (1911). «Some Unsettled Problems of Irrigation.» The American Economic Review 1(1): 1–19. Reprinted in 2011 as The American Economic Review 101: 36–48.